# Prochilodus argenteus
O Prochilodus argenteus, com nome popular curimatá-pacu, é um peixe nativo do Brasil, uma das espécies endêmicas da bacia do rio São Francisco.
Os machos podem alcançar os  44 cm de comprimento.